# 月球計時
月球計時是同步人類在月球上活動和與之接觸的問題。與地球上計時的兩個主要區別是月球上一天的長度，即月球日或月球月，從地球上可以觀察到月相，以及地球和月球之間時間發展速度的差異，月球上的24小時比地球快58.7微秒（0.0000587秒），由於月球和地球的質量不同，這種效應被稱為引力時間膨脹。 

## 歷史

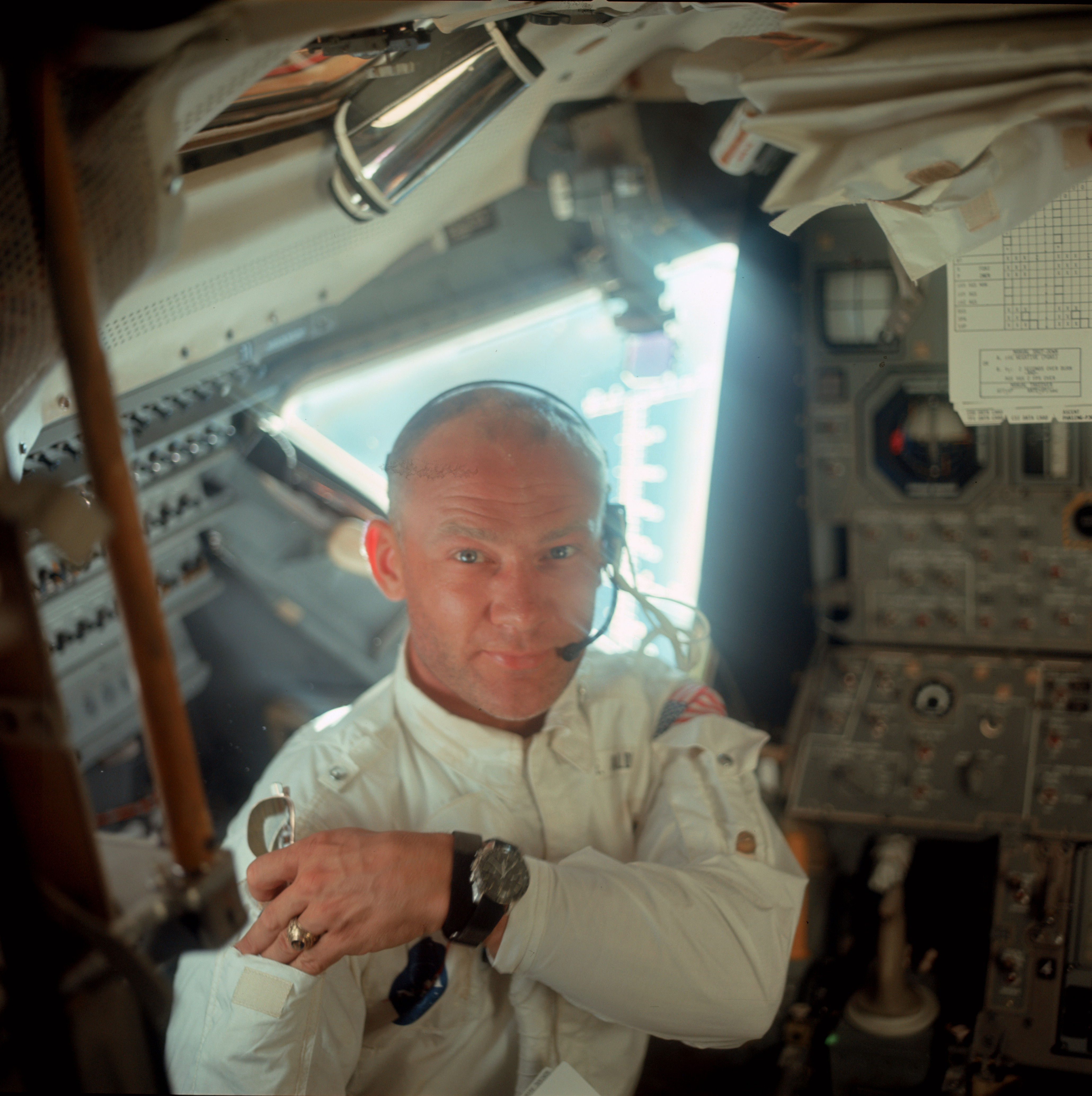
1969年執行阿波羅11號任務時，戴著歐米茄超霸手錶的伯茲‧艾德林。

數十年來，部署在月球上的計時設備所使用的科技各不相同。幾個歐米茄超霸已經在月球上，與北美中部時區（CST）同步。
阿波羅制導計算機（AGC）在來自石英振盪器的實時時鐘提示中，保持了三倍精度的時間計數；備用選項（儘管從未使用）將允許它每1.28秒（約0.78赫茲）更新一次此計數，這在不待命時更為常見。除了保持時鐘週期外，電腦時間保持還允許AGC以英尺每秒為單位顯示太空艙相對於月球表面的垂直和水平運動。

## 協調月球時
協調月球時（英語：Coordinated Lunar Time，LTC）是擬議的月球主要時間標準。在2024年4月初，白宮要求美國國家航空暨太空總署與美國和國際機構合作，於2026年為月球和其他天體建立統一的標準時間。白宮的要求由科学与技术政策办公室（OSTP）牽頭，呼籲採用「協調月球時間」，這是歐洲太空總署在2023年初首次提出的。
截至2024年10月，月球沒有時間標準。因此，月球上的活動是使用任務總部所在的時區進行協調的。例如，阿波羅任務使用的是北美中部時區，因為這些任務是由德克薩斯州休斯頓控制的。同樣的，中國在月球上的活動是使用中國標準時間進行。隨著越來越多的國家在月球上活動並相互交流，將需要一個不同的、統一的系統。
作為正在進行的全球太空競賽億萬富翁的一部分以及美國和中國之間更廣泛的國際太空競賽，需要一個通用的計時基準，以便月球太空飛行器和衛星能够精確無誤地完成各自的任務。由於引力和其他因素的差異，從地球上觀察時，月球上的時間過得稍微快一些。
根據阿提米絲計畫，並在商業月球有效載荷服務任務的支持下，太空人和擬議的科學月球基地預計將從2020年代開始在月球表面及其周圍進行。因此，擬議的標準將解决計時問題。根據OSTP主席阿拉蒂·普拉巴卡 （英語：Arati Prabhakar）的說法，時間「似乎平均每個地球日損失58.7微秒，並伴隨著其他週期性變化，這將進一步使月球時間偏離地球時間」。
該標準的製定將是一項合作努力，最初是在《阿提米絲協議》的成員之間，但將在全球範圍內應用。該標準的初步提案要求四個關鍵特徵：
- 可追溯到協調世界時，
- 足够用於導航和科學的精度，
- 對中斷的彈性，以及
- 可擴展到月球面之外的潜在太空環境。

LunaNet，即將與歐洲太空總署合作開發的月球通信和導航服務要求製定月球時間系統標準，LTC旨在解决這個問題。
2024年8月，美國國家標準暨技術研究院發佈了一份標準草案，重點是定義框架和數學模型，進一步推動了該提案的發展。該草案考慮了月球上的引力差異，並發表在《天文期刊》上。